# Teungueth FC
El Teungueth FC es un equipo de fútbol de Senegal que juega en la Liga senegalesa de fútbol, la primera división nacional.

## Historia
Fue fundado en el año 2013 en la ciudad de Rufisque, logrando el ascenso a la primera categoría en la temporada 2015/16.
Luego de que se cancelara la temporada 2019/20 por la pandemia de Covid-19 mientras iba en primer lugar, el club en la siguiente temporada es campeón nacional por primera vez.
Clasifica a la Liga de Campeones de la CAF 2020-21, su primer torneo internacional, en el que avanza a la fase de grupos.

## Palmarés
- Liga senegalesa de fútbol: 2

2020/21, 2023/24
- Segunda Liga de Senegal: 1

2015/16

## Participación en competiciones de la CAF
| Temporada | Torneo                      | Ronda          | Club            | Casa | Visita | Global      |
| --------- | --------------------------- | -------------- | --------------- | ---- | ------ | ----------- |
| 2020/21   | Liga de Campeones de la CAF | Preliminar     | Armed Forces    | 1-1  | 2-0    | 3-1         |
| 2020/21   | Liga de Campeones de la CAF | Preliminar     | Raja Casablanca | 0-0  | 0-0    | 0-0 (3-1 p) |
| 2020/21   | Liga de Campeones de la CAF | Fase de grupos | Esperance ST    | 2-1  | 1-2    | 4.º lugar   |
| 2020/21   | Liga de Campeones de la CAF | Fase de grupos | MC Alger        | 0-1  | 0-1    | 4.º lugar   |
| 2020/21   | Liga de Campeones de la CAF | Fase de grupos | Zamalek SC      | 0-0  | 1-4    | 4.º lugar   |
| 2021/22   | Liga de Campeones de la CAF | 1              | ASEC Mimosas    | 0-1  | 0-1    | 0-2         |
| 2024/25   | Liga de Campeones de la CAF | 1              | Stade d'Abidjan | 1-1  | 1-1    | 2-2 (4-5 p) |